# Alone (Evan Brewer)
Alone è l'album di debutto come solista di Evan Brewer, bassista dei The Faceless e degli Animosity. Questo album contiene solo tracce di basso. L'artwork dell'album è stato disegnato da Mauro Mazuera, batterista e grafico colombiano.

## Tracce
1. Actualize – 4:19
2. Contraband – 2:46
3. Currency – 3:53
4. Altered Perspective One – 2:41
5. Altered Perspective Two – 2:24
6. Vertigo – 2:46
7. The Decline – 0:15
8. Degenerate – 2:11
9. Looking West – 2:37
10. A Climate For Change – 3:38